# Saurida
Saurida is een geslacht van straalvinnige vissen uit de familie van hagedisvissen (Synodontidae).

## Soorten
- Saurida argentea Macleay, 1881
- Saurida brasiliensis Norman, 1935
- Saurida caribbaea Breder, 1927
- Saurida elongata (Temminck & Schlegel, 1846)
- Saurida filamentosa Ogilby, 1910
- Saurida flamma Waples, 1982
- Saurida gracilis (Quoy & Gaimard, 1824)
- Saurida grandisquamis Günther, 1864
- Saurida isarankurai Shindo & Yamada, 1972
- Saurida longimanus Norman, 1939
- Saurida microlepis Wu & Wang, 1931
- Saurida micropectoralis Shindo & Yamada, 1972
- Saurida nebulosa Valenciennes, 1850
- Saurida normani Longley, 1935
- Saurida pseudotumbil Dutt & Sagar, 1981
- Saurida suspicio Breder, 1927
- Saurida tumbil (Bloch, 1795)
- Saurida umeyoshii Inoue & Nakabo, 2006. Niet in FishBase.[2]
- Saurida undosquamis (Richardson, 1848)
- Saurida wanieso Shindo & Yamada, 1972